# Zalesie (powiat kraśnicki)
Zalesie – wieś w Polsce położona w województwie lubelskim, w powiecie kraśnickim, w gminie Wilkołaz.
W latach 1975–1998 miejscowość należała administracyjnie do województwa lubelskiego.
W Zalesiu znajduje się filia Szkoły Podstawowej imienia Tadeusza Kościuszki w Wilkołazie. 
Wieś stanowi sołectwo gminy Wilkołaz. Według Narodowego Spisu Powszechnego (III 2011 r.) wieś liczyła 379 mieszkańców.
Wierni Kościoła rzymskokatolickiego należą do parafii św. Jana Chrzciciela w Wilkołazie.

## Historia
Wieś notowana w 1564 r. była wówczas wsią królewską w tenucie Wilkołaz. Zamieszkała przez sześciu kmieci na półłankach, dwóch wolników (kmieci bez zobowiązań), bartnika i trzech zagrodników. We wsi funkcjonował młyn.
Wśród zabytków archeologicznych wyróżnia się forma terenowa zwana „Okopek”, uprzednio poczytywana za grodzisko, wpisana do rejestru zabytków nr A/344.